# Distretto di Krapkowice
Il distretto di Krapkowice (in polacco powiat krapkowicki) è un distretto polacco appartenente al voivodato di Opole.

## Geografia antropica

### Suddivisioni amministrative
Il distretto comprende cinque comuni:
- Comuni urbano-rurali: Gogolin, Krapkowice, Zdzieszowice
- Comuni rurali: Strzeleczki, Walce